# Méthode Kombewa
En préhistoire, et plus précisément dans le cadre de l'étude des industries lithiques, la méthode Kombewa est l'une des méthodes de débitage employée durant le Paléolithique inférieur et le Paléolithique moyen en Afrique et en Europe.

## Historique
Cette méthode a été reconnue pour la première fois par W.E. Owen en 1938, sur les bords du lac Victoria au Kenya occidental, dans la localité éponyme de Kombewa.
Elle a depuis été rencontrée dans d'autres régions d'Afrique et en Europe, au Paléolithique inférieur  et plus rarement au Paléolithique moyen.

## La méthode Kombewa: explication technique[3],[4]
Il s'agit d'une méthode permettant d'obtenir un éclat de forme prédéterminée aux dépens des convexités transversale et longitudinale de la face inférieure d'un éclat préalablement débité pour servir de nucléus. Cette méthode de débitage d'éclat unique est aussi parfois connue sous l'appellation « méthode de l'éclat-nucléus ».
Un éclat Kombewa désigne donc l'éclat débité aux dépens des convexités de la face inférieure d'un éclat-nucléus.
Un tel éclat brut de débitage semble présenter deux faces d'éclatement (ou faces positives) se recoupant : sa face supérieure constituée de la face d'éclatement, incomplète, de l'éclat-nucléus duquel il est issu et sa propre face d'éclatement (sa face inférieure). Les éclats Kombewa sont parfois appelés éclats Janus en référence à la divinité romaine aux deux visages opposés.
Les directions de percussion de l'éclat servant de nucléus et de l'éclat Kombewa peuvent occuper n'importe quelle direction l'une par rapport à l'autre : parallèles, sécantes ou opposées.
Entre le débitage de l'éclat servant de nucléus et celui de l'éclat Kombewa, peut s'intercaler, mais pas obligatoirement, une phase de préparation de plan de frappe.
La méthode Kombewa permet l'obtention d'éclats de forme circulaire, semi-circulaire ou ovalaire très régulière, d'épaisseur contrôlée et présentant généralement une symétrie bifaciale. Ces éclats Kombewa peuvent être les supports de hachereaux ou de pièces bifaciales.

## Kombewa et parentés d'un point de vue technologique
Il s'agit d'une méthode de débitage conceptuellement proche de la méthode Levallois à éclat préférentiel : dans les deux cas, il s'agit de prédéterminer la forme d'un seul éclat, soit en exploitant des convexités créées par plusieurs enlèvements prédéterminants centripètes (méthode Levallois à éclat préférentiel), soit en exploitant les convexités de la face inférieure d'un éclat (méthode Kombewa). En ce sens la méthode Kombewa « allie la simplicité à l'originalité ».
La surface de débitage est ici constituée par la face inférieure d'un éclat sans modification de celle-ci.

## Chronologie et répartition
Moins connue que les méthodes Levallois, elle a surtout été signalée en Afrique dans des industries de la fin du Paléolithique inférieur (Acheuléen, Acheuléen supérieur et final). Des enlèvements prédéterminés Kombewa ont également été identifiés en Europe :
- en contexte « acheuléen » sur les sites de Barbas[7] en Dordogne[8], de Tomboeuf et de Roquepine[4].
- en contexte Paléolithique moyen, notamment dans les niveaux moustériens du Pech de l'Azé IV en Dordogne (couche J3a et J3b)[9] et de la grotte Vaufrey également en Dordogne (couche II; Geneste 1985, p. 478)[10].

En l'état actuel des connaissances, il semblerait que cette méthode ait précédé la méthode Levallois mais qu'elle ait perduré et coexisté avec cette dernière,.
Cette méthode est présente dans l'Épipaléolithique et le Néolithique de l'Espagne méditerranéenne.

## Lesmata'apolynésiens
La méthode Kombewa a également été mise en évidence sur des pièces pédonculées en obsidienne de l'île de Pâques, où elle représente plus de 20 % d'un corpus de 171 pièces issues de différentes collections. Cet outillage lithique très original n'a pas d'équivalent dans l'outillage polynésien traditionnel et n'apparaît que très tardivement sur l'île de Pâques (vers l'an 1000 A.D., c'est-à-dire 4 ou 500 ans après l'arrivée des Polynésiens sur l'île, pour cesser probablement avec les premiers contacts en 1722). Ces mata'a sont donc probablement les derniers et plus récents outils préhistoriques à utiliser la méthode Kombewa. Des pièces pédonculées en basalte ont été découvertes sur l'île de Pâques et récemment sur Eiao, dans l'archipel des Marquises.